# Сатипаттхана
Сатипаттхана (санскр. smṛtyupasthāna, пали satipaṭṭhāna) — важный буддийский термин, под которым подразумевается «установление», «присутствие осознанности» «или «основы внимательности», что способствует развитию благотворного состояния ума. В буддийской традиции, особенно в буддизме тхеравады, считается, что осознанное отношение к четырём областям — телу, чувствам, уму и умственным феноменам (дхаммам) — помогает устранить пять препятствий и развить семь факторов просветления.
В современной тхераваде Сатипаттхана сутта, вероятно, является наиболее влиятельным с точки зрения медитации текстом, на котором основано учение о випассане. Хотя подобные учения встречаются во всех буддийских традициях, именно современный буддизм тхеравады и движение випассаны придают практике сатипаттханы первостепенное значение в развитии осознанности с целью понимания непостоянства. В широком смысле осознанность превратилась в практику «голого» осознавания для успокоения ума.Согласно теории Тхеравады буддизма, в течение 5000 лет после Паринирваны Будды Шакьямуни практика четырех сатипаттхана все еще может привести к достижению Сотапанна и Архата, причем практика четырех сатипаттхана является единственным методом пробуждения.

## Этимология
Термин пали satipaṭṭhāna является составным словом, которое переводится двумя способами — пали sati-paṭṭhāna и пали sati-upaṭṭhāna.
Перевод отдельных слов:
- пали sati, санскр. smṛti. Изначально смрити значило «помнить», «вспоминать», «держать в уме» в отношении ведической традиции запоминания священных текстов. Термин сати также означает «помнить». В Сатипаттхана-сутте термин сати означает памятование о благотворных дхаммах, посредством которых можно увидеть истинную природу явлений, таких как пять способностей, пять сил, семь факторов просветления, Благородный восьмеричный путь и достижение просветления[5];
- пали pa — приставка, служит для обозначения возвратного движения[6][7];
- пали ṭhāna — «стоять спокойно» и «состояние»[7][8];
- пали upaṭṭhāna, санскр. upasthāna — «присутствие, ожидание, присмотр, служение, забота, попечение»[6];
- пали paṭṭhāna  — «выдвигая вперёд, выставляя»; в более поздней буддийской литературе также «происхождение», «исходная точка», «причина»[8], «основа»[9].

Составные термины переводят следующим образом:
- пали sati-upaṭṭhāna — «присутствие осознанности» или «установление осознанности» или «пробуждение осознанности», с акцентом на качества ума, присутствующие наряду с осознанностью или предшествующие ей.
- пали sati-paṭṭhāna  — «основа осознанности», с акцентом на объект, используемый для достижения осознанности.

Приведённый последним синтаксический анализ и перевод (пали sati-paṭṭhāna) более традиционны, тогда как первый перевод получил авторитетное этимологическое и контекстуальное признание со стороны современных буддийских учёных, таких как Бхиккху Аналайо и Бхиккху Бодхи.
По мнению Аналайо, хотя с этимологической точки зрения термин пали paṭṭhāna (основа внимательности) встречается в палийских комментариях, в палийских никаях он использовался и впервые появился только в Абхидхамме. Термин пали upaṭṭhāna (присутствие или установление) можно найти во всех никаях и легко заметить в санскритских эквивалентах составного палийского выражения пали satipaṭṭhāna (санскр. smṛtyupasthāna или санскр. smṛti-upasthāna). Таким образом, Аналайо утверждает, что «присутствие осознанности» (в отличие от «основы осознанности») будет этимологически более правильным. Этой же позиции придерживается и Ньянатилока, обосновывая её тем, что слово пали sati в буддийских текстах очень часто встречается вместе со словами «в настоящее время удержанный».
Поддерживая точку зрения Аналайо, Бхикку Бодхи считает, что предпочтительным переводом является «установление (пали upaṭṭhāna) осознанности». Однако Бодхи проводит более контекстуальный анализ по сравнению с Аналайо. Он считает, что хотя «установление осознанности» обычно подтверждается контекстом, из этого правила есть исключения, например, в Самудая сутте СН 47.42, где лучше подходит перевод «основа осознанности». Тхера Сома в своих работах использует как «основы осознанности», так и «пробуждение/появление осознанности».

## Канонические буддийские тексты и последующие интерпретации

### Ранние буддийские тексты
В Палийском каноне четыре сатипаттханы упоминаются в Сатипаттхана сутте («Беседа об основах осознанности» МН 10), а также в Махасатипаттхана сутте («Большая беседа об основах осознанности» ДН 22), в которой речь также идёт о Четырёх благородных истинах. Эта структура повсеместно обсуждается в 47 главе Самъютта-никаи Сатипаттхана-саньютте (в ней содержатся 104 сутты о пали satipaṭṭhānas).
Более того, сатипаттханы можно найти в Вибханге (Абхидхамма-питака тхеравады), причём в иной по сравнению с Сатипаттхана суттой форме. По мнению датского буддолога Иоганнеса Бронкхорста и Бхиккху Суджато, эта формулировка на самом деле является более ранней версией (она включает меньше элементов, чем Сатипаттхана сутта).
Китайский буддийский канон также содержит две параллели с Сатипаттхана суттой. Это Мадхьямагама 98 (школа сарвастивада) и Экоттара агама 12.1., Экаяна сутра (возможно, относится к школе махасангхика). Оба текста были переведены с санскрита на китайский примерно в IV в. Изложенные в них формулы сатипаттханы имеют некоторые существенные отличия от версии тхеравады. Например, в MĀ 98 четыре дхьяны и «восприятие света» перечислены в разделе «внимательность к телу», а также приведены шесть элементов вместо четырёх. Однако в целом они имеют одинаковую структуру и несколько общих базовых практик.
Согласно Суджато, санскр. Smṛtyupasthāna sūtra сарвастивады делает акцент на саматхе или спокойном пребывании, в то время как тхеравадинская версия акцентирует внимание на випассане или прозрении. Самъюкта агама сарвастивады (SĀ, Тайшо трипитака #99) также содержит целый раздел, посвящённый IAST: smṛtyupasthāna, который параллелен палийской Сатипаттхана-саньютте.
В тексте Дхармаскандха, который входит абхидхарму сарвастивады, также содержится отрывок со схемой санскр. smṛtyupasthāna. Согласно Суджато, он очень похож на отрывок из Вибханги. Параллельные отрывки можно найти в Праджняпарамита-сутре и Йогачарбхуми шастре.

##### Связь с другими буддийскими учениями

###### Постепенная тренировка
Сатипаттхана — это один из семи наборов состояний, ведущих к пробуждению(пали bodhipakkhiyādhammā), которые во многих школах буддизма определяются как средство продвижения к бодхи (пробуждению). В ранних источниках встречаются отрывки, где Будда говорит о сатипаттхана, как о пути, который является пали ekā-yano для очищения и реализации нирваны. Термин пали ekā-yano интерпретируется и переводится по-разному, включая «единственный путь» (Сома), «прямой путь» (Аналайо, Бхикку Бодхи), «путь к сближению/соединению», т. е. к самадхи (Суджато) и «всеобъемлющий» или «всеохватывающий путь», который объединяет все практики (Куан). Согласно Суджато, в контексте поэтапного продвижения к пробуждению, о котором говорится в многочисленных ранних текстах, практика сатипантхана тесно связана с различными элементами, включая сдерживание чувств, умеренность в еде, бодрствование, ясное понимание, уединение, установление осознанности и устранение помех.
Суджато описывает роль сатипаттхана в постепенном обучении следующим образом:
Понимание Дхаммы побуждает человека к отречению в поисках успокоения; он принимает для себя правила поведения и получения средств к существованию; прилагает усилия к сдержанности и внимательности во всех действиях и позах; удаляется в уединённое жилище; устанавливает осознанность в медитации сатипаттхана; и развивает четыре дхьяны, ведущие к освобождающему прозрению.
Бронкхорст утверждает, что в ранних текстах описано два вида осознанности: предварительная стадия «осознанности в повседневной жизни» (часто называемая ясным пониманием) и собственно практика сатипаттханы как формальной медитации. Согласно Суджато, эти две формы осознанности настолько тесно связаны, что постепенно их стали объединять под одним названием сатипаттхана.

###### Дхьяны
В рамках Благородного восьмеричного пути дхьяны включены в самма-сати (правильная внимательность), которое является кульминацией последнего фактора пути, самма-самадхи (правильное сосредоточение, также интерпретируется как глубокая медитативная поглощённость). Это подтверждает, например, Чулаведала сутта МН 44, в которой говорится, что «четыре основы осознанности/сатипаттханы являются основой для самадхи». Эта же сутта подчёркивает тесную связь между сатипаттханой и самадхи в отрывке, посвящённом трехчастной тренировке, где сатипаттхана перечисляется в составе самадхи. Таким образом, согласно Суджато, все основные утверждения о функции сатипаттханы в рамках Пути подтверждают, что её главная роль заключается в поддержке самадхи, то есть дхьяны. Руперт Гетин также подчеркивает тесную связь между сатипаттхана и дхьянами, ссылаясь на различные сутты палийского канона (например, СН 47.10 и СН 47.8).
В ранних буддийских текстах дхьяна (пали jhāna , санскр. dhyāna ) — это тренировка ума, обычно переводимая как медитация, целью которой является отстранение ума от автоматических реакций на чувственные впечатления, что приводит к «состоянию совершенной невозмутимости и осознанности (пали upekkhā-sati-parisuddhi)». Дхьяна, возможно, была основной практикой досектантского буддизма, в сочетании с несколькими родственными практиками, которые в совокупности ведут к совершенной осознанности и отрешённости, которые полностью достигаются с практикой дхьяны. В более поздней комментаторской традиции, сохранившейся в современной тхераваде, дхьяна приравнивается к «сосредоточению», состоянию однонаправленной поглощённости, в котором уменьшается осознавание окружающего мира. С 1980-х годов учёные и практикующие начали ставить под сомнение это сравнение, выступая за более полное и комплексное понимание и подход, основанный на самых древних описаниях дхьяны в суттах.
Согласно Аналайо, который придерживается более традиционной точки зрения, «несколько сутт свидетельствуют о важной роли сатипаттханы как основы для развития поглощенности» (дхьяны). Это касается таких сутт, как Дантабхуми сутта МН 125 и Чулаведалла сутта МН 44 (в которых говорится о сатипаттхане как о «причине» самадхи, самадхинимитты). Аналайо также пишет, что сатипаттхана не является исключительно тренировкой концентрации (самадхи), отмечая, что сати «представляет собой улучшение функции памятования», при котором увеличивается широта внимания. Во время поглощения «сати в основном становится пребыванием в уме», но в более сфокусированном виде.
Аналайо цитирует Бхиккхунупассая сутту МН 47.10, в которой Будда говорит, что если во время практики сатипаттханы человек возбуждается, отвлекается или становится вялым, ему следует переключиться на медитацию успокоения (саматха), чтобы взращивать радость и безмятежность. Как только ум успокоится, можно вернуться к сатипаттхане. Аналайо утверждает, что различие, которое проводится в этой сутте между «направленной» и «ненаправленной» медитацией, предполагает, что сатипаттхана — это не то же самое, что саматха. Однако сутта также показывает, что они тесно взаимосвязаны и поддерживают друг друга.
Тханиссаро Бхиккху, ссылаясь на различные ранние источники (СН 47.40, МН 118, АН 4.94, АН 4.170, Дхаммапада 372 и т.д.), подобным образом утверждает, что «развитие основ осознанности [сатипаттхана] является предварительным условием для дхьяны» и «что правильное развитие основ осознанности само по себе неизбежно включает в себя практику дхьяны».

###### Памятование и осознание настоящего момента
Термин сати (пали sati, санскр. smṛti), который часто переводят как внимательность, также означает память и припоминание, и в этом смысле в он часто встречается в ранних учениях, которые иногда определяют сати как «способность вызывать в памяти то, что было сделано или сказано давным-давно». Есть мнение, что Сатипаттхана сутте термин сати означает памятование о дхармах, позволяющее увидеть истинную природу явлений.
Согласно Аналайо, сати означает не буквально память, а то, «что облегчает и делает возможной памятование». Это особенно применимо в контексте сатипаттханы, где под сати подразумеваются не воспоминания о прошлых событиях, а «осознание настоящего момента» и памятование о том, чтобы пребывать в этом осознании (особенно если внимание блуждает). Аналайо утверждает, что именно это ясное и осознанное состояние настоящего позволяет легко вспомнить все, что переживается. Он также утверждает, что сати — это отстранённое, невовлечённое и не реагирующее наблюдение, которое не вмешивается в наблюдаемое (такая активная функция ассоциируется с правильным усилием, а не с осознанностью). Это даёт человеку возможность более трезво, объективно и беспристрастно смотреть на вещи. Что касается пали upaṭṭhāna, Аналайо пишет, что в данном контексте это слово означает «присутствовать» и «внимать». Далее он заявляет: «При такой трактовке... сати значит — «пребывает рядом», в смысле присутствия, «наготове» в отношении внимания к текущей ситуации». Тогда термин сатипаттхана можно перевести как «присутствие внимательности» или «пребывание в состоянии внимательности/осознанности».
Специалист по индийской и тибетской философии Пол Уильямс (ссылаясь на австрийского буддолога Эриха Фраувалнера) утверждает, что практика сатипаттханы подразумевает «постоянное наблюдение за чувственным опытом с целью предотвратить возникновение влечений, которые могут привести к будущим перерождениям».
Руперт Гетин, утверждающий, что слово сатипаттхана является производным от sati + upaṭṭhāna, рассматривает эту практику как «наблюдение за телом, чувствами, умом и дхаммами», а также как качество ума, которое «находится рядом» (буквальное значение пали upaṭṭhāna), «служит уму» или как «присутствие ума». Далее он отмечает, что сати (внимательность) означает «помнить» или «иметь в виду» что-то в смысле удерживать что-то в уме, не допуская изменений или потери.
Бхикку Бодхи пишет, что сати — это «присутствие ума, внимательность или осознанность», а также «голое внимание, отстраненное наблюдение за тем, что происходит внутри и вокруг нас в настоящий момент [...] ум тренируется оставаться в настоящем, будучи открытым, спокойным, внимательным, созерцая текущее событие[...]». Он также утверждает, что сати — это «то, что наводит фокус на поле опыта и делает его доступным для прозрения». Согласно Бодхи, чтобы быть осознанным, «все суждения и интерпретации следует временно отложить, или, если они возникают, просто зафиксировать и отбросить».
Бханте Гунаратана объясняет практику сатипаттханы как полное осознание нашей текущей телесной и умственной деятельности.
Согласно Суджато, осознанность — это «качество ума, которое позволяет собрать воедино и сфокусировать осознание в соответствующей системе координат, памятуя о том, что, почему и как нужно делать».

### Схоластические тексты и Абхидхамма
Четыре сатипаттханы были объектом анализа и систематизации схоластических трудов и Абхидхаммы различных буддийских школ. В более поздних текстах можно увидеть различные доктринальные изменения. В своей истории сатипаттханы бхиккху Суджато пишет:
В ранних учениях сатипаттхана в основном ассоциировалась не с випассаной, а с саматхой. Поскольку в суттах саматха и випассана не могут быть разделены, в ряде отрывков говорится о том, как практика саматхи перерастает в випассану. В более поздней литературе элемент випассаны стал преобладать, почти полностью заняв место саматхи в сатипахане.
Цзе-фу Куан соглашается с этим, отмечая, что «тенденция отделять сатипаттхану от саматхи, очевидно, появилась довольно поздно».
Согласно Суджато, различные канонические тексты, в которых прослеживаются элементы традиционной тхеравады, последовательно изображают сатипаттхану в более тесной связи с практикой випассаны. Однако в канонической Абхидхамме сатипаттхана по-прежнему ассоциируется с дхьяной. Например, согласно Куану, в Вибханге говорится, что когда монах достигает первой дхьяны и созерцает тело (чувства и т.д.) как тело (чувства и т.д.), то в это время сати, ануссатии т. д. называются сатипаттхана.
В то же время, канонические тексты абхидхаммы традиции сарвастивада неизменно интерпретировали санскр. smṛtyupasthānas как практику, связанную с самадхи и дхьянами. Это можно заметить в Махавибхаша шастре, где есть раздел о том, как практиковать санскр. smṛtyupasthānas в контексте четырёх дхьян и достижения сферы без форм.
В более поздних текстах традиции тхеравада, таких как Висудхимагга, акцент на випассане становится ещё более выраженным. В ряде работ утверждается, что можно достичь пробуждения, практикуя «сухую» медитацию озарения (випассана без дхьян), основанную на сатипаттхане. Считается, что благодаря этой практике человек способен достичь «трансцендентальной дхьяны», длящейся один момент ума до постижения. Согласно Суджато, это «грубое искажение сутт».
Подобная тенденция прослеживается и в некоторых более поздних пост-канонических трудах по абхидхарме сарвастивады, таких как Abhidharmasāra of Dharmaśrī. Этот текст, в отличие от канонической абхидхармы сарвастивады, рассматривает четыре санскр. smṛtyupasthānas в основном как практику випассаны. Данная позиция оказала влияние на последующие работы, такие как Абхидхармакоша (IV в. н. э.), которая определяет сатипаттхану не как «осознанность», а как «понимание» (paññā). Однако эта практика выполняется только после практики самадхи, основанной на анапанасати или созерцании тела, и поэтому она не эквивалентна подходу сухого постижения более поздней тхеравады.
Тексты махаяны также содержат учение о четырёх санскр. smṛtyupasthānas. Среди них Pratyutpanna Samādhi Sūtra, Абхидхарма-самуччая  и Йогачара-бхуми-шастра Асанги, Мадхьянта-вибханга-карика Васубандху, Аватамсака сутра и Śikṣāsamuccaya Шантидэвы. Более того, в «Письме к другу» Нагарджуны есть отрывок, который подтверждает раннее буддийское понимание четырех санскр. smṛtyupasthānas как тесно связанных с самадхи.

### Современная тхеравада
В современном буддизме тхеравады и движении медитации прозрения или инсайт-медитации четыре сатипаттханы играют основополагающую роль. В Палийском каноне медитация осознанности и сатипаттхана рассматриваются как способы развития ментальных факторов саматха (спокойствие, безмятежность) и випассана (прозрение).
Согласно Бхиккху Суджато, в современной тхераваде существует особенно популярная интерпретация медитации осознанности, которую он называет випассанавадой (пали vipassanāvāda, доктрина випассаны). По мнению Суджато, этот широко распространённый современный взгляд можно сформулировать следующим образом:
Будда обучал двум системам медитации — саматхе и випассане. Саматху преподавали ещё до Будды (так что это не совсем буддийский метод), она небезопасна (потому что может легко вызвать привязанность к блаженству), и необязательна (потому что только випассана может развить состояние доступа самадхи, необходимое для подавления препятствий). Випассана — это истинный ключ к освобождению, которому учил Будда. Этот метод был в первую очередь преподан в Сатипаттхана-сутте, самом важном учении Будды о медитации и практике в повседневной жизни. Суть этой практики заключается в ежеминутном осознании возникновения и исчезновения всех явлений ума-тела. Таким образом, сатипаттхана и випассана практически являются синонимами.
По мнению Цзе-фу Куана, в буддизме тхеравады широко распространено мнение, что «медитация безмятежности не является необходимой для достижения ниббаны». В подтверждение этого Куан цитирует таких тхеравадинских авторов, как Дост. Рахула, Дост. Силананда и Ньянапоника. С другой стороны он утверждает, что «в каноне, пожалуй, нет явного указания на то, что можно достичь освобождения одной практикой сати без дхьян».
Согласно Цзе-фу Куану, этот взгляд на «голое прозрение» возник из-за того, что в традиции сложилась тенденция переосмысливать «освобождение мудростью» (пали paññāvimutti), как достигаемое одним лишь прозрением без высоких медитативных уровней, хотя изначально не это было не так. Кузенс и Гомбрихтакже придерживались мнения, что освобождение мудростью изначально не означало освобождение без дхьян.
Аналайо пишет, что некоторые современные учителя медитации в традиции тхеравады делают акцент на подходе «сухого озарения», отказываясь от формального развития спокойствия ума. По его словам, некоторые последователи этого подхода описывают практику осознанности как «нападение» на объект или «погружение в него». Он цитирует У Пандиту, который пишет, что практика сатипаттханы означает «атаковать объект без колебаний... с усилием, быстротой или большой энергией... с чрезвычайным рвением или поспешностью». Аналайо считает, что такое ошибочное понимание осознанности «возникло из-за неправильного прочтения или неверного толкования того или иного понятия». Это касается абхидхаммического термина пали apilāpeti (погружение) в комментариях тхеравады. Аналайо и Гетин выдвигают иную версию прочтения — пали apilapati, что означает «напоминание».
Помимо этого Аналайо утверждает, что хотя ранние учения поддерживают идею о возможном входе в поток без развития дхьян (главным образом, слушая проповеди Будды), «для полного раскрытия потенциала сатипаттханы, ведущего к невозвращению или полному пробуждению [арахантству], необходимо развитие поглощенности».
Суджато отмечает, что не все современные традиции медитации тхеравады принимают подобную дихотомию саматхи и випассаны. По его словам, учителя тайской лесной традиции напротив делают акцент на том, что саматха и випассана являются взаимодополняющими факторами, которые следует практиковать вместе. Такой подход ближе к трактовке этих двух аспектов медитации в ранних буддийских текстах.
Тханиссаро Бхикку также отмечает, что хотя практику сатипаттханы зачастую отделяют от практики дхьян, в ряде сутт, например, в Дантабхуми сутте МН 125 и Санхитта сутте АН 8:63, успешное завершение первой стадии [практики сатипаттханы] приравнено к достижению первой дхьяны. Этот тезис подтверждается многочисленными суттами, например, Анапанасати суттой МН 118, описывающей, как практика сатипаттханы приводит к окончательному достижению факторов пробуждения, которые совпадают с дхьяническими факторами.

## Сатипаттхана как четыре области осознанности
Традиционно считается, что осознанность применяется к четырём областям: «постоянное наблюдение за чувственным опытом с целью предотвратить возникновение влечений, которые могут привести к перерождению в будущем». Четырьмя областями являются:
- внимательность к телу (кайя, пали kāya-sati, kāyagatā-sati, санскр. kāya-smṛti)[87];
- внимательность к чувствам или ощущениям (ведана, пали vedanā-sati, санскр. vedanā-smṛti);
- внимательность к уму или сознанию (читта, пали citta-sati, санскр. citta-smṛti)[88] и
- внимательность к дхаммам (пали dhammā-sati, санскр. dharma-smṛti).

Буддолог Руперт Гетин перевёл с пали основное изложение этих четырёх практик (названное им «базовой формулой»), которое встречается в многочисленных ранних буддийских источниках, следующим образом:
Вот, бхиккху, бхиккху [i] в отношении тела пребывает, наблюдая тело; он усерден, он ясно постигает, обладает осознанностью и преодолевает как влечение к миру, так и недовольство им. [ii] В отношении чувств он пребывает, наблюдая за чувствами [ведана] ... [iii] В отношении ума он пребывает, наблюдая за умом [citta] ... [iv]. В отношении дхамм он пребывает, наблюдая за дхаммами; он усерден, ясно постигает, обладает осознанностью и преодолевает как влечение к миру, так и недовольство им.

### Элементы в ранних текстах
Различные ранние источники по сатипаттхане предлагают множество практик для каждой области осознанности. В таблице ниже приведены основные элементы, встречающиеся в ранних буддийских текстах.
В поисках оригинальной формулы сатипаттханы, учёные обращались к многочисленным источникам. Бронкхорст утверждает, что в самой ранней сутте, посвящённой сатипаттхане, упоминалось только созерцание нечистых частей тела в рамках осознанности к телу, а осознанность дхамм изначально была лишь наблюдением семи факторов пробуждения. Реконструкция формулировки, сделанная Суджато, точно так же включает в себя только созерцание нечистот в контексте осознанности к телу и пяти препятствий и семи факторов пробуждения в рамках осознанности дхамм.
|                  | Реконструкция                     | Тхеравада Вибханга                                                                                           | Сарвастивада Дхарма-скандха                                                               | Шарипутр- абхидхарма | Тхеравада Махасатипаттхана- сутта                                                                  | Сарвастивада Смритюпастхагна- сутра | Экаяна сутра | Длинная Праджняпарамита сутра                                                                       |
| ---------------- | --------------------------------- | --- | ----------------------------------------------------------------------------------------- | --- | -------------------------------------------------------------------------------------------------- | --- | --- | --------------------------------------------------------------------------------------------------- |
| Тело (кайя)      | нечистые части тела               | части тела                                                                                                   | части тела, 6 элементов                                                                   | 4 позы, ясное восприятие, анапанасати, части тела, 4 элемента, пространство (5 элемент), сочащиеся отверстия, осознание смерти | анапанасати, 4 позы, ясное восприятие, части тела, 4 элемента, осознание смерти                    | 4 позы, ясное восприятие, отсечение мыслей, подавление мышления, анапанасати, 4 модели дхьян, восприятие света, основа для анализа, части тела, 6 элементов, осознание смерти | части тела, 4 элемента, сочащиеся отверстия, осознание смерти                                                                                         | 4 позы, осознание, анапанасати, 4 элемента, части тела, осознание смерти                            |
| Чувства (ведана) |                                   | приятные/неприятные/нейтральные; плотские/духовные                                                           | приятные/неприятные/нейтральные; телесные/умственные; чувственные/не-чувственные          | приятные/неприятные/нейтральные; плотские/духовные                                                                             | приятные/неприятные/нейтральные; плотские/духовные                                                 | приятные/неприятные/нейтральные; телесные/умственные; чувственные/не-чувственные                                                                                              | приятные/неприятные/нейтральные; плотские/духовные; нет смешанных чувств                                                                              | нет данных; источник без уточнений упоминает лишь о том, что человек практикует осознанность чувств |
| Ум (читта)       |                                   | жаждущий (или нет), гневный, заблуждающийся, ограниченный, возвышенный, превзошедший, самадхи, освобождённый | жаждущий, гневный, заблуждающийся, ограниченный, ленивый, мелкий, отвлеченный, спокойный, | жаждущий, гневный, заблуждающийся, ограниченный, возвышенный, превзошедший, самадхи, освобождённый                             | жаждущий, гневный, заблуждающийся, ограниченный, возвышенный, превзошедший, самадхи, освобождённый | жаждущий, гневный, заблуждающийся, запятнанный, ограниченный, мелкий, низкий, развитый, самадхи, освобождённый                                                                | жаждущий, гневный, заблуждающийся, привязанный, достигший, запутанный, ограниченный, всеобъемлющий, возвышенный, превзошедший, самадхи, освобождённый | нет данных                                                                                          |
| Дхаммы           | препятствия, факторы просветления | препятствия, факторы просветления                                                                            | препятствия, 6 основ чувств, факторы просветления                                         | препятствия, 6 основ чувств, факторы просветления, Четыре благородные истины                                                   | препятствия, 6 основ чувств, факторы просветления, Четыре благородные истины                       | препятствия, 6 основ чувств, факторы просветления | препятствия, факторы просветления, 4 дхьяны | нет данных                                                                                          |

### Осознание тела
Различные ранние источники демонстрируют значительный разброс практик осознанности к телу. Наиболее распространённым комплексом медитаций является созерцание анатомических частей тела, созерцание элементов и разлагающегося трупа. Аналайо отмечает, что параллельные версии Сатипаттхана сутты согласуются не только в перечне этих трёх тренировок, но и в их последовательности. Согласно сравнительному исследованию сатипаттханы, проделанному Суджато, изначально практика осознанности к телу была сосредоточена на созерцании различных частей тела, а другие методы были добавлены к ней позже.

#### Части тела
Практика осознавания анатомических частей тела описана в Сатипаттхана сутте следующим образом: «это самое тело снизу вверх с подошв ступней, и сверху вниз с кончиков волос [головы], обёрнутое кожей, полное разнообразных нечистот». После этого следует перечень частей тела, включая волосы, кожу, зубы, внутренние органы, а также различные виды внутренних жидкостей. Согласно Аналайо, эта медитация, которую часто называют медитацией на асубхе (непривлекательном), должна разрушить представления о телесной красоте и позволить нам увидеть, что «к телу не стоит привязываться» (по версии Экоттарика-агамы).  В конечном итоге главной целью созерцания анатомического строения тела является устранение чувственных желаний. Суджато также утверждает, что основная цель этих трёх медитаций состоит в том, чтобы «возвыситься над чувственностью и лишить пристрастие к чувственному удовлетворению его топлива».
Согласно У Силанде, сначала нужно запомнить 32 части тела, перечисляя их, затем выучить цвет, форму и расположение каждой части. Достигнув в этом мастерства, можно приступать к медитации созерцания непривлекательности каждого элемента. Бхиккху Бодхи отмечает, что вспомогательным средство в этой практике выступает визуализация. Её описывают на распространённом в ранних учениях примерe: человек внимателен к каждой части тела так же, как он если бы он перебирал в мешке разные виды зёрна или бобов. Цель не в том, чтобы испытывать отвращение к телу, а в том, чтобы видеть его отстранённо. Бханте Гунарантана также отмечает, что эта медитация приучает ум воспринимать тело сиюминутно, без наших обычных эмоциональных откликов. Она помогает нам преодолеть гордыню и ненависть к себе и относиться к своему телу уравновешенно и спокойно. Подобным образом, Тханиссаро Бхиккху утверждает, что эта практика, позволяет нам, не создавая негативного самовосприятия, развить здоровое понимание того, что в действительности все тела равны (и, следовательно, ни одно из них не может быть лучше или хуже с точки зрения красоты, поскольку такое понятие полностью зависит от «системы координат» самого человека).

#### Элементы
Практика осознавания элементов или свойств в основном сосредоточена на четырёх физических качествах (пали mahābhūta): земля (твёрдые тела), вода (жидкости), воздух (газы, как внутри тела, так и снаружи, а также дыхание) и огонь (тепло/температура). В ранних текстах есть сравнение этой практики с тем, как мясник разделывает тушу на части. По мнению Аналайо, этот комплекс упражнений направлен на уменьшение чувства самоидентификации себя с телом, видение анатты (отсутствие Я) и разрушение привязанности к телу. Буддхагхоса утверждает, что через эту практику монах «погружается в пустоту и прекращает восприятие живых существ». Более подробно созерцание четырёх свойств описано в Махахаттхипадопама сутте МН 28, Махарахуловада сутте МН 62 и Дхатувибханга сутте МН 140  Палийского канона.

#### Труп
Практика осознания смерти описана как созерцание трупа в разных стадиях разложения (от недавно умершего до истлевших костей). В источниках указано, что можно предаваться как реальному созерцанию на кладбищах, так и представлять мёртвое тело в уме. Бхикку Бодхи уточняет, что эту практику можно выполнять в воображении, с помощью картинок или в реальности.
Согласно ранним источникам, практикующему следует размышлять о том, что его собственное тело имеет ту же природу, что и труп. В Экоттарика агаме говорится, что человек должен развивать следующие мысли: «мое тело не избежит этой беды», «я не избегу этого состояния. Моё тело также будет разрушено» и «это тело непостоянно, оно разрушается по своей природе». Эта практика позволяет обрести понимание собственного непостоянства и, таким образом, ведёт к отпусканию привязанности. В многочисленных ранних источниках говорится, что размышление о неизбежности смерти также увеличивает мотивацию следовать пути.

#### Общее направление
Аналайо определяет общее направление развития этой сатипаттханы как «отстранение от тела через понимание его истинной природы». В ранних суттах тело сравнивают с крепким столбом, к которому привязывают диких животных, ассоциирующиеся с шестью чувствами. Это сравнение показывает, что осознанность тела рассматривалась как действенная средство сосредоточения и прочный якорь для поддержания нашей осознанности в целом. В Кайягатасати сутте МН 119 и аналогичной ей Мадхьяма-агаме перечислены и другие преимущества практики осознанного отношения к телу, в том числе обретение душевного равновесия и отстранённости и стойкость по отношению к физическим неудобствам.

### Осознание чувств
Эта сатипаттхана сосредоточена на созерцании «чувств» (пали vedanā, аффект, оценка или гедонистические оттенки), что в основном относится к восприятию чувств как приятных, неприятных или нейтральных. Согласно Аналайо, осознание чувств «требует распознавания аффективного/эмоционального оттенка сиюминутного переживания, прежде чем возникшее чувство приведет к умственным реакциям и размышлениям». Оно также требует, чтобы «человек не увлекался индивидуальным содержанием ощущений, а направлял осознание в сторону общего характера опыта». Ранние сутты сравнивают чувства сравниваются с различными типами «свирепых ветров, которые могут внезапно налететь с неба», а также с «разными типами людей, которые останавливаются на постоялом дворе»". Эти сравнения иллюстрируют необходимость сохранять спокойствие и не давать воли чувствам.
В большинстве ранних источников чувства также делятся на сенсорные или мирские (дословно «плотские») и имеющие духовую природу. Это вводит этическое различие между чувствами, которые могут повлечь возникновение загрязнений, и теми, что ведут в противоположном направлении. Таким образом, если приятные чувства, связанные с чувственными удовольствиями, приводят к неблаготворным тенденциям, то приятные чувства, ассоциированные с умственным сосредоточением, ведут к благотворным состояниям. Между тем, мирское болезненное чувство может привести к возникновению неблаготворных умственных состояний, но это не обязательно, например, если человек осознает его, не реагируя на него. Более того, некоторые болезненные ощущения, например, вызванные печалью от осознания того, что освобождение ещё не достигнуто, считаются духовными неприятными ощущениями и могут побудить человека к дальнейшей практике. В этом смысле они заслуживают одобрения.
В Мадхьяма-агаме, которая представляет собой версию Сатипаттхана сутты, перечислены дополнительные категории телесных и душевных чувств, возникающим либо от физического контакта, либо от ума (это различие встречается в других ранних текстах, таких как Салла-сутта СН 36.6 и её аналоги). Более того, по словам Суджато, в Анапанасати сутте МН 118, в разделе посвящённом пали vedanā, также появляются «восторг» и «умственная деятельность» (пали cittasankhāra, ощущение и восприятие), что «по всей видимости, расширяет сферу чувств до эмоций, настроения». Гунарантана аналогично утверждает, что пали vedanā включает как физические ощущения, так и психические эмоции.
Более того, Аналайо говорит, что «центральная роль чувств особенно очевидна в контексте зависимого возникновения (пали paṭiccasamuppāda) дуккхи, где чувство является решающим звеном, которое может вызвать возникновение тяги/страстного желания» (пали taṇha). В ранних учениях также говорится, что с помощью практики осознанности чувств можно справиться с физической болью и болезнями.
Бхиккху Бодхи отмечает, что чувства возникают благодаря контакту (пали phassa), поэтому их можно анализировать, разделив на шесть типов в зависимости от шести основ чувств: глаз, нос, язык, ухо, тело и ум.

### Осознание ума
Во всех ранних источниках созерцание ума или познания (пали citta) начинается с наблюдения за присутствием или отсутствием трёх неблагих корней (жажда, гнев и неведение). Похожа практика описана в ранних суттах, где Будда исследует свой ум, проводя фундаментальное различие между благотворными и неблаготворными мыслями и размышляя о том, насколько неблаготворные мысли вредны, что позволяет ему отказаться от них. Это можно увидеть в Двидхавитакка-сутте и её аналогах, таких как Мадхьяма-агама 102. Витаккасантхана-сутта и параллельные ей тексты предлагают несколько способов устранения неблаготворных мыслей, например, замену их благотворными или размышление об их недостатках.
Также важно размышлять об отсутствии неблагих состояний, поскольку это позволяет порадоваться позитивному состоянию и вдохновиться им. Подобное размышление также побуждает человека беречь такое психическое состояние, как это видно из примера с бронзовым блюдом, приведённого в Анангана сутте МН 5 и её параллелях, например, Экоттара агама 25.6. Человека, который покупает бронзовое блюдо, но не заботится о том, чтобы время от времени его чистить, сравнивают с тем, кто не знает, что у него есть свободный от неблагих состояний ум. В таком случае блюдо (ум) со временем покрывается грязью. С другой стороны, тот, кто достиг определённой степени чистоты и помнит об этом, скорее всего, будет оберегать и поддерживать такое состояние ума.
Аналайо пишет, что подобный способ созерцания ума является срединным путём, позволяющим избежать двух крайностей:
одна крайность — видеть в себе только плохое и, как следствие, расстраиваться, испытывать чувство неполноценности. В результате этого может пропасть вдохновение, и человек перестает в полной мере заниматься практикой. Другая крайность — притворяться перед самим собой (и перед другими), что ты лучше, чем есть на самом деле, не обращая внимания на свои тёмные стороны, те области ума, которые нуждаются в очищении. Такое игнорирование позволяет тёмным сторонам набирать силу, пока они не смогут полностью подавить ум. Найти сбалансированный средний путь между этими двумя крайностями можно благодаря простому, но эффективному принципу честного признания, осуществляемого через внимательное отношение к текущему состоянию ума, при котором одинаково хорошо видны как недостатки, так и достоинства.
Это внимание также распространяется на уровень осознанности (или отвлеченности) и концентрации, присутствующих в уме (от низшего или сжатого ума до более высоких состояний, таких как самадхи и освобождение). Аналайо утверждает, что основная задача здесь — «осознать уровень развития своей практики и понять, можно ли добиться большего».
Такие термины описания ума, как «малый», «низший», «сжатый» или «отвлеченный» указывают на нехватку развития качеств осознанности и самадхи. Другие термины, например, «развитый», «возвышенный» и «освобождённый», относятся к уму, который достиг определённого уровня самадхи и осознанности (и в некоторых случаях с помощью медитации хотя бы временно освободился от помех). Суджато отмечает, что термины, связанные с высшими состояниями ума, относятся к дхьянам (в качестве аргумента он приводит Секха сутту МН 53 и Поталия сутту МН 54). Аналайо пишет, что этот элемент созерцания ума показывает, что «в раннем буддизме вопрос о степени достижения считался неотъемлемой частью познания природы состояния собственного ума».
В ранних суттах (например, Пансудховака сутте АН 3.101) постепенный процесс устранения неблагих мыслей и культивирования благотворных состояний ума сравнивается с постепенным очищением золотой руды, которая вначале покрыта горной породой, песком и мелкой пылью (различными грубыми и тонкими аспектами умственного загрязнения).

### Осознание дхамм
Термин «дхамма» часто переводится как «умственные объекты». Аналайо считает, что такой перевод по многим причинам проблематичен. Три предшествующие сатипаттханы (тело, ощущения, ум) могут стать умственными объектами сами по себе, тогда как помехи, совокупности и чувственные основы, понимаемые под термином дхамма, далеко не являются исчерпывающим списком всех возможных умственных объектов. Аналайо переводит дхамму как «ментальные факторы и категории», «классификационные схемы» и «основы или точки отсчета, которые следует применять во время созерцания». Тханиссаро Бхиккху утверждает, что четвёртая сатипаттхана обозначает качества ума, которые развиваются и отбрасываются по мере совершенствования в медитации.
Суджато утверждает, что здесь дхамма относится к специфическому и более глубокому аспекту медитации: пониманию причинно-следственных принципов, лежащих в основе самадхи. Согласно Аналайо, эта сатипаттхана сосредоточена на явлениях, взращивание которых ведёт к пробуждению, и поэтому она сотериологически ориентированна. Аналайо утверждает, что основным вектором четвёртой сатипаттханы является путь к пробуждению, поэтому созерцание дхамм представляет в некотором роде сжатое описание этого пути. Далее он добавляет, что в контексте созерцания дхамм задача осознанности заключается в наблюдении за умом на пути к пробуждению, обеспечивая устранение препятствий и появление факторов пробуждения.

#### Пять препятствий и семь факторов пробуждения
В ранних буддийских текстах описание последнего комплекса упражнений сильно различается. Только два набора дхамм («принципов» или «умственных категорий») являются общими для всех ранних источников: пять препятствий и семь факторов пробуждения. Именно их Аналайо считает неотъемлемыми элементами четвёртой сатипаттханы. В своём сравнительном исследовании Суджато приходит к выводу, что эти две группы дхамм представляют собой первоначальный объект медитации сатипаттханы, тогда как прочие элементы были добавлены позднее. По мнению Тханиссаро Бхиккху, вопрос о первоначальной версии неразрешим, но есть все основания утверждать, что «согласно ранней традиции устранение препятствий и развитие факторов пробуждения охватывает все факторы, которые могут быть включены в эту рубрику».

##### Пять препятствий
Согласно У Силананде, который является сторонником нового бирманского метода,  пять препятствий представляют собой состояния ума, мешающие или блокирующие продвижение ума к более глубокому сосредоточению и освобождению. В ранних суттах (Махаведалла сутта МН 43, Налакапана сутта МН 68) достижение дхьян связано с устранением пяти препятствий, которые, «подавляют ум, лишая его силы». В ранних суттах приводится сравнение очищения ума с с очищением золота — пока препятствия не устранены, «ум не является ни податливым, ни послушным, ни сияющим, но ломким» (Упаккилеса сутта АН 5.23).
В Сатипаттхана сутте говорится, что практикующий должен осознавать присутствие или отсутствие каждого из пяти препятствий (чувственное желание, недоброжелательность, лень и апатия, неугомонность и беспокойство и сомнение). В сутте и аналогичной ей агаме указано, что следует знать, как препятствие возникает, как исчезает и как предотвратить его появление. Факт того, что осознание препятствий также связано с памятованием инструкций об их устранении и предотвращении (т. е. это не простое созерцание) подтверждается другими суттами, например, Гопакамогаллана суттой МН 108 и параллельной ей агаме. Таким образом Аналайо рассматривает практику как двойственную: режим восприятия — простое осознание препятствий, и более активный — режим понимания того, как они возникают и устраняются посредством искусного применения правильного усилия.
По слова У Силананды, различные препятствия способны возникнуть из-за немудрого внимания (пали ayoniso manasikāra), тогда как мудрое внимание (пали yoniso manasikāra) препятствует их появлению. Другой способ предотвратить их возникновение — просто быть внимательным к препятствиям. В ранних буддийских текстах есть конкретные указания относительно того, как ослабить препятствия и противостоять им. Чувственному желанию следует противопоставить созерцание непривлекательности, недоброжелательности — любящую доброту, лени и апатии — энергичное мышление и восприятие света (либо пребывание в светлом месте), беспокойству и неугомонности — мысли, приносящие успокоение, а сомнению может противостоять созерцание зависимого происхождения или благотворного и неблаготворного.
В суттах, подобных Сангарава сутте СН 46.55  упоминается, что одним из преимуществ устранения препятствий является повышение способности обучаться и помнить выученное. В суттах также говорится, что осознание отсутствия препятствий ведёт к появлению радости, важному элементу медитации.

##### Семь факторов просветления
Другим основным созерцанием, разделяемым всеми версиями формулы сатипаттханы, является осознавание семи факторов просветления (пали satta bojjhaṅgā). Оно схоже с созерцанием препятствий. Сначала человек осознаёт присутствие или отсутствие каждого фактора. Затем размышляет о том, как они возникают, как их можно поддержать, развить далее, т. е. практикующий взращивает «осознанность в отношении условий их присутствия или отсутствия».
В ранних суттах, например, в Танханиродха сутте СН 46.27, говорится, что человек культивирует эти факторы просветления, которые «основываются на отречении, бесстрастии, прекращении, созревают в оставлении».
Факторы просветления являются связанными с мудростью положительными качествами, которые противостоят препятствиям (связанным, в свою очередь, с темнотой и отсутствием мудрости, как, например, говорится в Ниварана сутте СН 46.40. В Агги сутте СН 46.53 указано, что одни факторы (исследование дхамм, энергия, радость) могут быть использованы в качестве противоядия заторможенности, а другие (спокойствие, концентрация, невозмутимость/хладнокровие) противодействуют возбуждению. Это работает только в одном направлении, то есть факторы просветления, которые помогают бороться с возбуждением, не стоит взращивать, когда чувствуешь себя вялым, и наоборот. Тем не менее, такой фактор как осознанность полезен при любых обстоятельствах. Осознанность занимает центральное положение и упорядочивает другие способности. Будучи на переднем плане, она объединяет стоящие за ней факторы.
Препятствию сомнения противостоит фактор исследования. Когда препятствия отсутствуют, можно взращивать все семь факторов просветления одновременно. В Ваттха сутте СН 46.4 и в Самъюкта агаме 718 указано, что для овладения факторами просветления необходимо научиться применять каждый из них в различных обстоятельствах. В суттах приведено сравнение с царём, который в течение дня надевает различные одеяния в соответствии своими потребностями.
В Ахара сутте СН.51 и Самьюкта агаме 715 подробно рассматривается возникновение и развитие семи факторов просветления. Например, осознанность питается четырьмя сатипаттханами, исследование — различением благих и неблагих вещей, а энергия — четырьмя правильными усилиями.
Согласно Анапанасати сутте МН 118 и параллельной ей агаме, последовательность перечисления факторов соответствует тому, как они раскрываются в ходе практики. Аналайо пишет, что «эта последовательность отражает лежащий в основе путь развития, на котором фактор, упоминаемый ранее, поддерживает возникновение следующего за ним фактора». Однако это не строгая прогрессия, в которой сначала нужно развивать один фактор, затем через некоторое время следующий и так далее. Но можно говорить о существовании определенного восходящего порядка развития.

## Практика
Согласно Суджато, сатипаттхана — это практическое руководство, которое предлагает конкретные объекты для медитации. Тханиссаро Бхиккху также говорит, что четыре системы координат (сатипаттхана) — это комплекс учений, которые показывают, куда и как медитирующий должен направить внимание. Аналайо и Суджато отмечают, что эти четыре объекта для медитации обеспечивают постепенное совершенствование созерцания, начиная с грубых элементов (тело) и переходя к более утончённым. Гетин пишет, что это продвижение от ясного осознания наиболее доступных областей опыта до тех, что в никаях зовутся тонкими и глубокими сферами.
Однако Аналайо также утверждает, что данная схема не устанавливает единственно возможный способ практики сатипаттханы, поскольку в таком случае ёё диапазон был бы сильно ограничен. Причина в том, что центральной характеристикой сатипаттханы является осознание явлений как они есть и как они происходят. Хотя такое осознание естественным образом будет продвигаться от грубого к тонкому, в действительности оно, скорее всего, будет отличаться от последовательности, представленной в сутте. Аналайо рассматривает четыре сатипаттханы как гибкие и взаимодополняющие практики. Поэтому, по его мнению, их последовательность может быть изменена, исходя из потребностей конкретного медитирующего. Согласно Анапанасати сутте МН 118, возможно даже объединение всех четырёх в одну единственную практику.

### Практические указания
В Сатипаттхана сутте говорится, что для начала нужно отправиться в уединённое место, например, в лес или пустую хижину. У Силанда утверждает, что для медитации сатипаттханы наиболее подходит место вдали от человеческого жилья и шума городов.
В ранних суттах практика сатипаттханы определяется термином пали anupassanā, который означает «постоянное наблюдение» каждого объекта медитации. Аналайо переводит этот термин, образованный от глагола «видеть» (пали passati), как «многократно глядеть», то есть «созерцать» или «внимательно наблюдать/рассматривать». Более того, он интерпретирует его как особый способ медитации — рассмотрение объекта с определённой точки зрения с акцентом на то, как его следует воспринимать (например, рассматривать тело как непривлекательное или непостоянное). Тханиссаро переводит пали anupassanā как «оставаться сосредоточенным» и «следить/отслеживать», что обозначает «элемент концентрации в практике, когда человек пытается удержать внимание на одной конкретной теме в гуще разнообразного опыта».
Все версии Сатипаттхана сутты указывают на то, что каждую сатипаттхану следует сначала созерцать внешне (пали ajjhatta), затем внутренне (пали bahiddhā) и, наконец, как внутренне, так и внешне. Обычно это понимается как наблюдение за собой и за другими людьми — подобное толкование встречается в текстах абхидхаммы (включая Вибхангу и Дхармаскандху), а также в нескольких суттах (МН 104 и ДН 18). Однако некоторые сутты интерпретируют этот фрагмент, как относящийся к умственным (внутренним) явлениям и явлениям (внешним), связанным с органами чувств .
По мнению Гетина, этот отрывок говорит о наблюдении за собой и другими людьми: «Таким образом, бхиккху сначала наблюдает за своим собственным телом, чувствами, умом и дхаммами, затем за чужими, и, наконец, за своими и чужими вместе». В качестве одного из примеров того, как это следует понимать, можно привести практику медитации смерти, которую можно выполнять на кладбище, глядя на тела умерших (внешнее созерцание), а также наблюдая смерть собственного тела (внутреннее созерцание). Согласно Гетину, эта практика приводит к «стиранию различий между собой и другим», происходящему по мере того, как человек начинает воспринимать мир как состоящий из непостоянных процессов, лишённых неизменной сущности. Аналайо согласен с этим, полагая, что такое созерцание помогает стереть границу между Я и «другим», что «приводит к всеобъемлющему видению явлений как таковых, независимо от ощущения собственности».
В отношении чувств и психических состояний других людей Аналайо утверждает, что можно «внимательно наблюдать за их внешними проявлениями», поскольку в действительности чувства и психические состояния влияют на выражение лица, интонацию речи и физическую позу. В качестве доказательства он приводит, например, Сампасадания сутту ДН 28. Он также отмечает, что важен баланс между внешним и внутренним созерцанием, поскольку он позволяет предотвратить однобокое осознание, сосредоточенное на одной области (эгоцентризм или отсутствие самоанализа соответственно). Таким образом, балансируя между обеими областями осознанности, можно «достичь уравновешенного сочетания между интроверсией и экстраверсией».
Тханисарро Бхикку описал соединение различных элементов медитации осознанности следующим образом:
«Осознанный» (пали satima) буквально означает способность помнить или вспоминать... держать в уме свою цель. В данном случае задача двойная —  сохранять сосредоточенность на своей системе координат (сатипаттхана) и отбросить отвлекающие факторы жадности и страдания, которые могут возникнуть, если перенести свою систему координат обратно в окружающий мир. Иными словами, человек пытается оставаться в феноменологии непосредственного опыта, не соскальзывая обратно в нарратив и мировоззрения, которые формируют его мироощущение. По сути, это практика сосредоточения, в которой три качества — усердие, бодрствование и осознанность — направлены на достижение сосредоточения. Осознанность удерживает в уме тему медитации, бдительность наблюдает за темой, когда она присутствует в сознании, а также замечает, когда ум соскальзывает с темы.Затем осознанность вспоминает, на чем должен быть сосредоточен ум, а бдительность старается по возможности быстрее вернуть ум на нужный объект и умело удерживать на нём. Таким образом, эти три качества помогают отделить ум от чувственных забот и неумелых качеств, тем самым приводя его к первой дхьяне.

### Вспомогательные качества
В ранних текстах говорится, что сатипаттханы практикуют с определёнными качествами ума. В палийской версии они перечислены во вспомогательной формуле, согласно которой человек созерцает (пали anupassī) каждую сатипаттхану со следующими четырьмя качествами (с некоторыми вариациями в зависимости от источника): усердием или старательностью (пали ātāpī), ясным пониманием (пали sampajāna), вниманием/осознанностью (пали sati) и свободой от желаний и недовольства (пали vineyya abhijjhādomanassa).
Термин пали ātāpī связан с понятием  пали tapas (аскетическая сила). В Неттипакаране говорится, что он относится к героической силе, усилию или энергии (пали viriya). Согласно Аналайо, его лучше всего понимать как «сбалансированное, но устойчивое применение энергии», которое ассоциируется с искусным усилием и благотворным желанием или решимостью. Тханиссаро Бхиккху определяет его как «фактор усилия или напряжения... который содержит элемент проницательности, способный отличать искусные качества ума от неискусных». Согласно трактовке У Силананды пали ātāpī означает «быть энергичным, прилагать усилия, чтобы быть внимательным».
Второе качество, пали sampajāna,  означает знать что-то ясно или досконально, обладать «способностью полностью понять или осмыслить происходящее». Оно может относиться как к базовым формам знания (например, осознание телесной позы), так и к более дифференцируемым (распознавание пяти помех). Согласно Тханиссаро, это означает «ясное осознание того, что происходит в настоящем».
Гетин считает, что «избавление от вожделения и отвращения к миру» связано с устранением пяти помех, а также с достижением дхьян, как это видно, например, из Дантабхуми сутты МН 125, которая напрямую связывает эти элементы пути. По мнению У Силанды, в этом отрывке говорится о временном устранении пяти препятствий в качестве предварительной подготовки к медитации. Согласно Экоттарика агаме, практикуя сатипаттхану, устраняя недобрые мысли и освобождаясь от беспокойства и печали, человек обретает радость в самом себе. Аналайо также связывает этот элемент с развитием самадхи, ссылаясь на Неттипакарану и различные сутты, которые содержат версии вспомогательной формулы, в которой прямо упоминается самадхи (например, Сала сутту СН 47.4).
Аналайо также отмечает, что в ранних суттах, например, в Маха асаппура сутте МН 39, избавление от вожделения и отвращения связано с практикой сдерживания чувств. На этой стадий, которая предваряет формальную медитацию, практикующий охраняет врата чувств, чтобы не дать чувственным впечатлениям вызвать желание или недовольство. Целью предварительной стадии практики является развитие внутреннего равновесия, когда желания и недовольство усмиряются. Хотя в схеме поэтапного прохождения сдерживание чувств предшествует обычной медитации, это не значит, что в определённый момент её завершают, после чего переходят к формальной практике. В действительности эти два процесса существенно перекрывают друг друга. Суджато также связывает этот элемент с «предварительным укрощением» пяти помех посредством сдерживания чувств для подготовки ума к медитации осознанности.

### Созерцание непостоянства
Как в тхеравадинской Сатипаттхана сутте, так и в её китайской версии Экоттарика агаме содержатся указания о том, как надо созерцать возникновение и исчезновение предмета медитации (т. е. непостоянство, аничча). В Мадхьяма агаме нет такого наставления, но есть упоминание о том, что практикуя осознанность человек обретает знание, видение, понимание и проникновение. По мнению Суджато, рекомендация созерцать непостоянство отражает более позднее сектантское развитие, которое начинает теснее связывать сатипаттхану с випассаной. Аналайо напротив считает созерцание непостоянства (пали aniccasaññā) неотъемлемым аспектом практики сатипаттханы. В качестве доказательства он приводит Шарипутрабхадхарму и Анапанасати сутту МН 118 (и её параллели).
Далее он утверждает, что осознание непостоянства, которое представляет собой аспект правильных воззрений, ведёт к постижению анатты и дуккхи. Гетин отмечает, что практика наблюдения за возникновением и исчезанием явлений особенно связана с обретением прозрения, которое ведёт к непосредственно к разрушению асав, к пробуждению. По его мнению во многих суттах говорится, что практика четырёх сатипаттхан напрямую связана с уничтожением асав.

## Современная экзегеза
Четыре установления осознанности считаются фундаментальными в современной тхераваде и в Движении медитации прозрения. При таком подходе упор делается на самой осознанности как на чистом внимании, а не на объектах, состояниях ума, которые необходимо охранять, и учениях, которые следует помнить. Посредством медитативных практик сатипаттханы постепенно развивают такие умственные факторы, как саматха («покой») и випассана («прозрение»). Тханиссаро Бхиккху отмечает, что хотя «практику сатипаттханы зачастую отделяют от практики дхьяны», внимательность помогает развивать концентрацию.
Согласно Буддхадасе, цель осознанности— остановить возникновение беспокоящих мыслей и эмоций, возникающих в результате чувственного контакта. Согласно Гжегожу Полаку, четыре упассаны были неверно истолкованы развивающейся буддийской традицией, включая тхераваду, как относящиеся к четырём различным основам. По его мнению, четыре упассаны представляют собой альтернативное описание дхьян:
- шесть основ чувств, которые нужно осознавать (пали kāyānupassanā);
- созерцание ведан, возникающих при контакте чувствами и объектов (пали vedanānupassanā);
- изменённые состояния ума, к которым приводит эта практика (пали cittānupassanā);
- развитие от пяти препятствий к семи факторам просветления (пали dhammānupassanā).

## В индо-тибетском буддизме
В индо-тибетском буддизме четыре установления осознанности, известные как «четыре близких положения внимательности» (dran-pa nyer-bzhag), являются частью 37 факторов, ведущих к очищению( byang-chub yan-lag so-bdun). Они обсуждаются в тибетских комментариях к Бодхичарьяватаре Шантидэвы, например, в комментарии Паво Цугла Тренгва Ринпоче XVI века и комментарии Кунзанга Пелдена (1862—1943) «Нектар речи Манджушри».
В Тибетский канон также входит сутра «Применение осознанности в истинной Дхарме» (Каталог Тохоку № 287, dam chos dran pa nyer bzhag, saddharmasmtyupasthānasutra). Её цитируют различные тибетские буддийские деятели, такие как Атиша (в его «Открытой корзине драгоценностей») и Третий Дзогчен Ринпоче (1759–1792). Она также упоминается как сутра первого обращения Кхедруба Дже (1385–1438 гг. н. э.).
Эта объёмная сутра, которая датируется II и IV веками, сохранилась в тибетских, китайских и санскритских рукописях. Сложный и разнородный текст школы муласарвастивада посвящён различным темам, таким как пространные описания различных сфер буддийской космологии, обсуждение теории кармы, медитации и этики. Самый ранний слой текста, который можно найти во второй главе, содержит основные медитативные учения c подробным описанием медитации на шесть элементов (дхату), медитации на чувства (ведана), медитации на скандхи и аятаны, медитации на уме и непостоянстве и другие темы, организованные в структуру из десяти уровней (бхуми).
Согласно Сокровищнице драгоценных качеств Джигме Лингпы (1730–1798), в махаяне четыре применения осознанности практикуются с упором на пустоту и на них делается акцент на пути накопления:
Если человек практикует в соответствии с хинаяной, он медитирует на нечистоте тела, на ощущениях страдания, на непостоянстве сознания и на том факте, что ментальные объекты «ничьи» (не существует «Я», которому бы они принадлежали).
Если человек практикует в соответствии с махаяной, во время сеанса человек медитирует на этих же вещах как на подобных пространству, находящихся за пределами всех концептуальных построений. После медитации человек видит их иллюзорными и похожими на сновидения

Четыре применения осознанности также обсуждались учёными школы ньингма, такими как Ронг-зомпа (XI век), Лонгченпа (1308–1364) и Джу Мипхам (1846–1912). Эти авторы конкретно описывали формы четырёх смритюпастхан, которые были адаптированы к философии ваджраяны. Эти четыре «мантрических» смритюпастханы, описанные Мипхамом, в кратком изложении Доржи Вангчука выглядят следующим образом:
(1) Созерцание ( blo bzhag pa ) физических тел себя и других как характеризующихся первозданной или внутренней чистотой (dag pa), с одной стороны, и пустотой (stong pa nyid), свободой от многообразия (spros bral), великой однородностью (mnyam pa chen po) и целостностью ( zung du 'jug pa ), называется kāyasmtyupasthāna.

 (2) Преобразование «концептуальных конструкций, возникновение которых человек ощущает/чувствует (или осознает)» (byung tshor gyi rtog pa) в гнозис, характеризующийся великим блаженством (bde ba chen po'i ye shes), называется vedanāsmṛtyupasthāna.
(3) Направление или сдерживание/ограничение (sdom pa) всех видов многообразия, связанных с умом и ментальными факторами, внутрь/к/в сферу врожденной светлой природы ума называется cittasmṛtyupasthāna.

 (4) Вести себя так (или с таким отношением), что все сансарические и нирванические, универсальные и частные явления остаются чистыми и равностными и, следовательно, не подлежащими принятию или отторжению, dharmasmṛtyupasthāna.
Этой практике обучали такие деятели индо-тибетского буддизма как Чогьям Трунгпа, который часто преподавал эти практики в США, и Дзогчен Понлоп Ринпоче, современный тибетский лама. Их наставником были Далай-лама XIV и его ученики, такие как Александр Берзин и Тубтен Чодрон Общее представление этой практики в индо-тибетской буддийской традиции сосредоточено сначала на развитии шаматхи, а затем на практике випашьяны.